# Mario & Sonic at the London 2012 Olympic Games
Mario & Sonic at the London 2012 Olympic Games (яп. マリオ&ソニック AT ロンドンオリンピック Марио андо Соникку атто Рондон Оримпикку, «Марио и Соник на Лондонской Олимпиаде») — компьютерная игра в жанре спортивного симулятора, разработанная подразделением Sega Sega Sports и изданная Nintendo в Японии и Sega в Северной Америке и Европе для игровых платформ от Nintendo Nintendo Wii и Nintendo 3DS, и официально лицензированная Международным олимпийским комитетом (МОК). После Mario & Sonic at the Olympic Games и Mario & Sonic at the Olympic Winter Games является третьей игрой в серии Mario & Sonic и посвящена летним Олимпийским играм 2012 года.
Версия игры для Wii была выпущена 15 ноября 2011 года в США, в Австралии — 17 ноября, в Европе — 18 ноября и в Японии — 8 декабря. Nintendo 3DS-версия вышла 9 февраля 2012 года в Австралии, 10 февраля в Европе, 14 февраля в США и 1 марта в Японии.
Как и предыдущие игры серии Mario & Sonic, Mario & Sonic at the London 2012 Olympic Games представляет собой коллекцию различных видов спорта Олимпийских игр. Игроки должны взять на себя роль персонажей серий игр Mario от Nintendo и Sonic the Hedgehog от Sega и её подразделения Sonic Team.

## Игровой процесс

Гребля на байдарках и каноэ

Действие Mario & Sonic at the London 2012 Olympic Games происходит на летних Олимпийских играх 2012 года в Лондоне. Игрокам предоставлены два титульных персонажа: Марио (талисман Nintendo) и Соник (талисман Sega и логотип Sonic Team) и ещё 18 персонажей обеих серий. Персонажи делятся на четыре категории: многоборье (англ. all-around), скорость (англ. speed), сила (англ. power) и мастерство (англ. skill).
В версии игры на Wii к таким спортивным дисциплинам, как лёгкая атлетика, водные виды спорта и настольный теннис, которые уже появлялись в предыдущей игре, добавлены новые: футбол, бадминтон и конный спорт. В этой же версии появились новые дисциплины под названием «Dream Events», которые представляют собой альтернативные версии олимпийских видов спорта и происходящих в местах из старых игр серий Mario и Sonic the Hedgehog.
Версия игры на 3DS включает в себя около 50 олимпийских соревнований для однопользовательской и многопользовательской игры.

### Персонажи
Все персонажи, ранее появившиеся в Mario & Sonic at the Olympic Winter Games, доступны и в этой игре.
| Вселенная Марио - Марио - Луиджи - Принцесса Дейзи - Принцесса Пич - Варио - Валуиджи - Йоши - Боузер - Боузер младший - Донки Конг Противники - Бирдо - Король Бу - Боузер-скелет - Купа-скелет | Вселенная Соника - Ёж Соник - Майлз «Тейлз» Прауэр - Эми Роуз - Ехидна Наклз - Ёж Шэдоу - Доктор Эггман - Кошка Блейз - Ёж Сильвер - Крокодил Вектор - Метал Соник Противники - Летучая мышь Руж - Ястреб Джет - Эггман Нега - E-123 Омега |

### Виды спорта
Версия игры для Wii включает в себя около 30 различных видов спорта, а версия для 3DS — около 50.
| Wii             | Wii                             | Wii                | Wii                                   |
| --------------- | ------------------------------- | ------------------ | ------------------------------------- |
| Лёгкая атлетика | Бег на 100 метров               | Гимнастика         | Разновысокие брусья                   |
| Лёгкая атлетика | Бег на 110 метров с барьерами   | Гимнастика         | Прыжки на батуте                      |
| Лёгкая атлетика | Эстафета 4×100 метров           | Гимнастика         | Художественная гимнастика             |
| Лёгкая атлетика | Прыжки в длину                  | Водные виды спорта | Плавание вольным стилем на 100 метров |
| Лёгкая атлетика | Метание молота                  | Водные виды спорта | Синхронное плавание (командное)       |
| Лёгкая атлетика | Метание диска                   | Dream Events       | Прыжки в длину                        |
| Лёгкая атлетика | Метание копья                   | Dream Events       | Рафтинг                               |
| Другие          | Гребля на каноэ на 1000 метров  | Dream Events       | Метание диска                         |
| Другие          | Конкур                          | Dream Events       | Разновысокие брусья                   |
| Другие          | Бадминтон (парная игра)         | Dream Events       | Бег с барьерами                       |
| Другие          | Пляжный волейбол                | Dream Events       | Конный спорт                          |
| Другие          | Настольный теннис (парная игра) | Dream Events       | Спринт                                |
| Другие          | Футбол                          | Dream Events       | Прыжки на батуте                      |
| Другие          | Double Trap                     | Dream Events       | Выход в открытый космос               |
| Другие          | Фехтование на шпагах            | Dream Events       | Фехтование                            |
| Другие          | Командная гонка преследования   | London Party Mode  | London Party Mode                     |

| 3DS                   | 3DS                                | 3DS                    | 3DS                                   |
| Тип                   | Виды спорта                        | Тип                    | Виды спорта                           |
| --------------------- | ---------------------------------- | ---------------------- | ------------------------------------- |
| Лёгкая атлетика       | Бег на 100 метров с барьерами      | Водные виды спорта     | Плавание вольным стилем на 100 метров |
| Лёгкая атлетика       | Бег на 110 метров с барьерами      | Водные виды спорта     | Плавание на спине на 100 метров       |
| Лёгкая атлетика       | Спортивная ходьба на 20 километров | Водные виды спорта     | Марафонное плавание                   |
| Лёгкая атлетика       | Бег на 1500 метров                 | Водные виды спорта     | Прыжки в воду                         |
| Лёгкая атлетика       | Бег на 3000 метров с препятствиями | Водные виды спорта     | Водное поло                           |
| Лёгкая атлетика       | Эстафета 4×100 метров              | Водные виды спорта     | Синхронное плавание (парное)          |
| Лёгкая атлетика       | Марафон                            | Водные виды спорта     | Синхронное плавание (групповое)       |
| Лёгкая атлетика       | Прыжки в длину                     | Водные виды спорта     | Брасс на 100 метров                   |
| Лёгкая атлетика       | Тройной прыжок                     | Контактные виды спорта | Дзюдо                                 |
| Лёгкая атлетика       | Прыжок с шестом                    | Контактные виды спорта | Бокс                                  |
| Лёгкая атлетика       | Метание молота                     | Контактные виды спорта | Тхэквондо                             |
| Лёгкая атлетика       | Метание копья                      | Контактные виды спорта | Фехтование на шпагах                  |
| Лёгкая атлетика       | Толкание ядра                      | Контактные виды спорта | Вольная борьба                        |
| Court and Field Games | Пляжный волейбол                   | Гимнастика             | Бревно                                |
| Court and Field Games | Настольный теннис (парная игра)    | Гимнастика             | Художественная гимнастика             |
| Court and Field Games | Теннис (одиночная игра)            | Гимнастика             | Перекладина                           |
| Court and Field Games | Баскетбол                          | Гимнастика             | Кольца                                |
| Court and Field Games | Бадминтон (одиночная игра)         | Гимнастика             | Вольные упражнения                    |
| Court and Field Games | Бадминтон (парная игра)            | Гимнастика             | Прыжки на батуте                      |
| Велосипедный спорт    | BMX                                | Лодочный спорт         | Гребля на каяке на 100 метров         |
| Велосипедный спорт    | Спринт                             | Лодочный спорт         | Академическая гребля                  |
| Велосипедный спорт    | Омниум                             | Лодочный спорт         | Гребной слалом                        |
| Велосипедный спорт    | Кейрин                             | Лодочный спорт         | Парусный спорт                        |
| Стрелковый спорт      | Двойная ловушка                    | Другие                 | Футбол                                |
| Стрелковый спорт      | 25 metre rapid fire pistol         | Другие                 | Гандбол                               |
| Стрелковый спорт      | Стрельба из лука (личная)          | Другие                 | Хоккей                                |
| Стрелковый спорт      | Стрельба из лука (командная)       | Другие                 | Тяжёлая атлетика                      |
| Многоборье            | Триатлон                           | Другие                 | Конкур                                |
| Многоборье            | Современное пятиборье              | Сюжетный режим         | Сюжетный режим                        |

## Разработка
Mario & Sonic at the London 2012 Olympic Games официально анонсирована в совместном пресс-релизе от Sega и Nintendo 21 апреля 2011 года, после того как количество проданных экземпляров двух предыдущих игр (Mario & Sonic at the Olympic Games и Mario & Sonic at the Olympic Winter Games) перевалило отметку в 19 миллионов. Это официальная игра посвящённая летним Олимпийским играм 2012 года и имеет лицензию Международного олимпийского комитета (МОК). Обе версии игры разработаны Sega Japan и изданы Nintendo в Японии и Sega в Северной Америке и Европе. По данным журнала Computer and Video Games, в разработке игры участвовало более 100 человек.
26 января 2012 года на сервисе eShop для Nintendo 3DS появилась демоверсия игры.
С 5 июля по 9 сентября 2012 года в европейском Nintendo 3DS eShop был доступен виртуальный альбом Mario & Sonic at the London 2012 Olympic Games. Он представлял собой бесплатное приложение, с помощью которого нужно было собирать виртуальные карточки на тему игры. Всего их 70 штук; но с самого начала было доступно только пять карточек, остальные можно было приобрести посредством игровых монет (Play Coins), либо SpotPass и StreetPass.

### Специальные издания
В Испании и Австралии можно было получить ограниченное издание Mario & Sonic at the London 2012 Olympic Games Limited Edition, которое помимо самой игры включало в себя эксклюзивный железный контейнер, аналогичный тем, которые можно было получить при предварительном заказе New Super Mario Bros. Wii и Super Mario Galaxy 2, а также плакат, футболку, блокнот и сумку. В Австралии и Новой Зеландии вышло также коллекционное издание Mario & Sonic at the London 2012 Olympic Games Collector’s Edition, включающее в себя игру, железный контейнер, канцелярский комплект, пляжный мяч, брелок и ремешок.
Для жителей Великобритании при предзаказе игры в GAME, Gamestation или Gameplay в качестве бонуса была обещана тематическая футболка.
18 ноября 2011 года Nintendo выпустила Mario & Sonic at the London 2012 Olympic Games в комплекте со специальной версией Wii голубого цвета и наклейками с персонажами игры.

## Отзывы
| Сводный рейтинг       | Сводный рейтинг | Сводный рейтинг |
| Издание               | Оценка          | Оценка          |
| Издание               | 3DS             | Wii             |
| --------------------- | --------------- | --------------- |
| GameRankings          | 67,30 %         | 65,37 %         |
| Metacritic            | 66/100          | 66/100          |
| Иноязычные издания    |                 |                 |
| Издание               | Оценка          | Оценка          |
| Издание               | 3DS             | Wii             |
| AllGame               | [ 20 ]          | [ 21 ]          |
| Eurogamer             | N/A             | 6/10            |
| Game Informer         | N/A             | 5,75/10         |
| GameSpot              | N/A             | 7,0/10          |
| GamesRadar+           | N/A             | 6/10            |
| GameTrailers          | N/A             | 4,8/10          |
| GameZone              | N/A             | 7,0/10          |
| IGN                   | 6,5/10          | 7,5/10          |
| Nintendo Power        | 7,0/10          | 7,0/10          |
| Nintendo World Report | 5,5/10          | 7,5/10          |
| ONM                   | 78 %            | 73 %            |
| PALGN                 | N/A             | 6,5/10          |
| NGamer Magazine       | N/A             | 8,4/10          |

Mario & Sonic at the London 2012 Olympic Games получила в основном положительные отзывы. Nintendo Power оценил Wii-версию игры в 7 баллов из 10 возможных, хваля спортивные состязания и мини-игры. Версию для Nintendo 3DS Nintendo Power также оценил в 7 баллов, заявив, что некоторые соревнования были не совсем точны, как в Wii-версии. IGN поставил версии для Wii 7,5 баллов, заявив, что игра является переработанной версией Mario & Sonic at the Olympic Games с теми же видами спорта, но действие теперь происходит в Лондоне.

### Продажи
Среди самых продаваемых игр Великобритании за 13—19 ноября Wii-версия Mario & Sonic at the London 2012 Olympic Games заняла двадцатое место. На второй неделе она переместилась на тринадцатое место, при этом занимая второе место среди самых продаваемых игр на Wii. На следующей неделе игра поднялась на одиннадцатое место среди самых продаваемых игр в этом регионе, сохраняя свою позицию среди игр на Wii.
По официальным данным на конец 2011 года было продано 2,39 миллиона копий Mario & Sonic at the London 2012 Olympic Games для Wii.